# النيابة الرسولية في شبه الجزيرة العربية
النيابة الرسولية في شبه الجزيرة العربية (باللاتينية: Vicariatus Apostolicus Arabiæ) كانت نيابة بابوية للكنيسة الكاثوليكية ذات اختصاص إقليمي شمل البحرين، الكويت، عمان، قطر، السعودية، الإمارات العربية المتحدة، اليمن والصومال. وكان آخر نائب رسولي هو المطران بول هيندر.

## التاريخ
كان الإقليم في الأصل جزءًا من النيابة الرسولية في الغالا، لكنه انفصل إلى رئاسة رسولية بقرار من البابا بيوس التاسع في 21 يناير 1875. وفي 25 أبريل 1888 أنشأ البابا لاون الثالث عشر النيابة الرسولية في عدن باليمن. وفي 28 يونيو 1889 تغير الاسم إلى النيابة الرسولية في شبه الجزيرة العربية، المسؤولة عن بلدان شبه الجزيرة العربية والمنطقة المحيطة بها: البحرين، عُمان، المملكة العربية السعودية، قطر، الإمارات العربية المتحدة، الصومال واليمن.
أوكلت النيابة إلى رهبان الكبوشيين الفرنسيسكان من ليون بفرنسا حتى عام 1916. وفي 1915 كان مجمع نشر الإيمان يبحث في إنشاء إقليم كبوشي في شبه الجزيرة يمكنه إعادة الاستقرار للإرسالية، وبحلول 1916 انتقلت الإدارة إلى كبوشيي مقاطعة توسكانا في فلورنسا بإيطاليا.
على مدى سنوات، كان الكهنة والرهبان الكبوشيون يأتون لكنهم غالبًا ما يغادرون بسبب صعوبة الأوضاع، وجاء معظمهم من أقاليم مجاورة مثل أغرا في الراج البريطاني بالهند حيث كانت للمقاطعة التوسكانية بعثة مزدهرة. جاء العديد من النواب الرسوليين من الهند وكانوا أكثر استعدادًا لتلبية حاجات السكان.
دعا الرهبان كبوشيون كهنة ورهبانًا وراهبات من رهبانيات أخرى للمساعدة، وأعادوا تنظيم المدارس ووسعوا نشاطها وهو ما لقي تقديرًا من السكان. ركز المطران إيفانجليستا لاتينو إنريكو فاني والكبوشي باسيـفيكو تيزيانو ميكيلوني جهودهما على عدن وساحل الصومال. بينما قام المطران جوفاني تيريننانتسي بخطوة تاريخية بزيارة البحرين عام 1939 بعد سماعه بوجود كاثوليك هناك، وخلال لقائه الحاكم الشيخ حمد بن عيسى بن علي آل خليفة مُنحت الكنيسة الكاثوليكية أرضًا لبناء كنيسة، فشُيّدت كنيسة القلب المقدس، أول كنيسة في الخليج العربي، وتم تكريسها في 8 مارس 1940.
في 1948، أدرك المطران إيرزيو لويجي ماغلياتشاني حاجة الإرسالية بعد الحرب العالمية الثانية فعمل على توفير الكنائس والأفراد في الصومال واليمن والبحرين، ولاحظ بروز البحرين كمركز مهم، حيث استقر كاهن هناك وأضيف آخرون لاحقًا لزيارة الإمارات وعُمان واليمن. وفي 29 يونيو 1953، تم فصل البحرين عن النيابة الرسولية في شبه الجزيرة العربية وأُنشئت الرئاسة الرسولية في الكويت (التي أصبحت لاحقًا النيابة الرسولية في شمال شبه الجزيرة العربية). وفي 1962 تبرع الشيوخ في الإمارات بأراضٍ للكنيسة الكاثوليكية فبُنيت كنيسة القديس يوسف (أبوظبي) وكنيسة القديسة مريم (دبي).
لكن الأوضاع في جنوب اليمن ساءت بعد انسحاب البريطانيين من عدن عام 1967، حيث استولى الشيوعيون على الحكم، وأُغلقت الكنائس وصودرت المدارس ودور الأيتام وأُبعدت الراهبات ومعظم الكهنة. وبسبب ذلك نُقل مقر النائب الرسولي عام 1974 من كنيسة القديس فرنسيس الأسيزي في عدن إلى كنيسة القديس يوسف (أبوظبي) في الإمارات. وفي 1975 عُين المطران جوفاني برناردو غريـمولي نائبًا رسوليًا، وكان من أبرز أولوياته سد النقص في الكهنة. وبما أن توسكانا لم تستطع تلبية الاحتياجات، لجأ إلى أقاليم أخرى مثل الهند والفلبين ولبنان.
انصرف غريـمولي أيضًا إلى بناء الكنائس لمواجهة تزايد الكاثوليك في الخليج مع طفرة النفط، فبنى ووسع وجدد ما لا يقل عن 12 مجمعًا كنسيًا إضافة إلى مدارس جديدة. وعند تقاعده عام 2005 سلّم النيابة إلى معاونه المطران بول هيندر، الذي أصبح آخر نائب رسولي لشبه الجزيرة العربية.

## قائمة النواب الرسوليين
| الاسم                                 | المدة                        |
| ------------------------------------- | ---------------------------- |
| لويس-كاليكست لاسير، كبوشي             | 1888 – أبريل 1900            |
| برنارد توماس إدوارد كلارك، كبوشي      | 21 مارس 1902 – 18 يونيو 1910 |
| رافاييل فيليبو بريسوتي، كبوشي         | 13 سبتمبر 1910 – 1915        |
| إيفانجليستا لاتينو إنريكو فاني، كبوشي | 15 أبريل 1916 – 1925         |
| باسييفيكو تيزيانو ميشيلوني، كبوشي     | 25 أبريل 1933 – 6 يوليو 1936 |
| جيوفاني تيريننانزي، كبوشي             | 2 يوليو 1937 – 27 يناير 1949 |
| إيرزيو لويجي ماغلياتشاني، كبوشي       | 25 ديسمبر 1949 – 1969        |
| جيوفاني برناردو غريميولي، كبوشي       | 2 أكتوبر 1975 – 21 مارس 2005 |
| بول هيندر، كبوشي                      | 21 مارس 2005 – 31 مايو 2011  |

## إعادة الهيكلة
في 31 مايو 2011، وبموجب مرسوم من مجمع تبشير الشعوب، قُسمت النيابة الرسولية في شبه الجزيرة العربية إلى قسمين:
- النيابة الرسولية لشمال شبه الجزيرة العربية (تشمل البحرين وقطر والكويت والسعودية) ومقرها عوالي في البحرين.
- النيابة الرسولية لجنوب شبه الجزيرة العربية (تشمل الإمارات وعمان واليمن) ومقرها أبوظبي.